# Wild Wadi Water Park

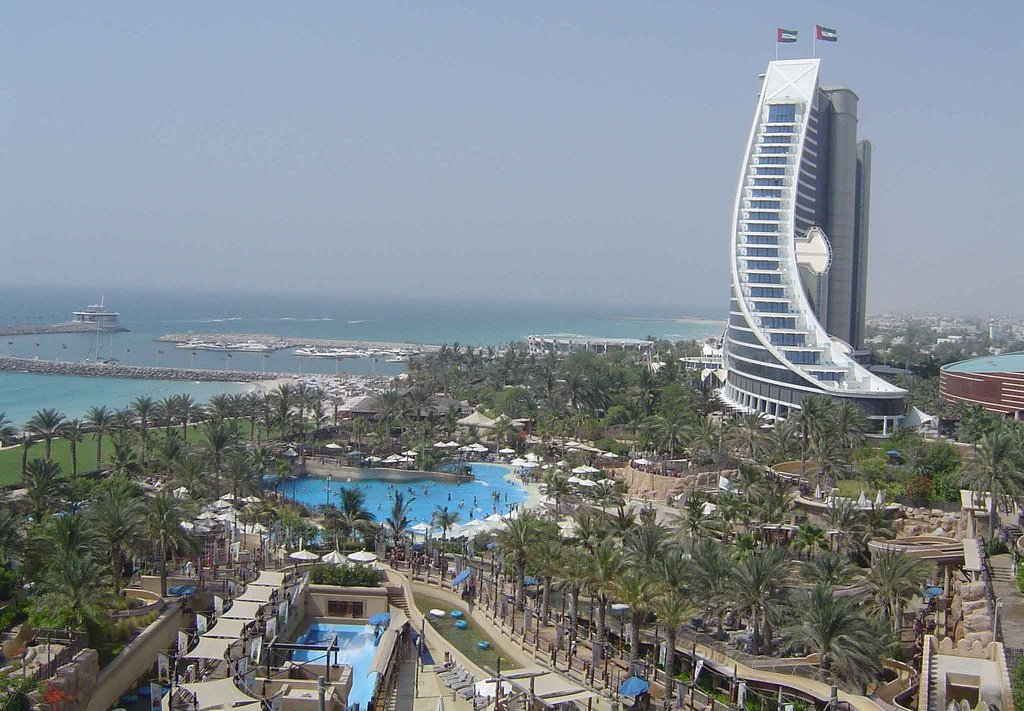
Wild Wadi Water Park v Dubaji (vpravo budova Jumeirah Beach Hotelu)

Wild Wadi Water Park se nachází v oblasti Jumeirah v Dubaji ve Spojených arabských emirátech. Rozsáhlý aquapark, ležící u Jumeirah Beach Hotelu a mrakodrapu Budrž al-Arab asi 20 minut od centra Dubaje, založila ho společnost Jumeirah Group, otevřen byl v roce 1999.
Wild Wadi je rozsáhlý venkovní aquapark s vyhřívanou nebo chlazenou vodou v bazénech, rozmanitými tobogány a několika umělými surfovácími stroji. Wild Wadi Water Park má největší vodní skluzavku mimo Severní Ameriku. Další zajímavostí parku je 18 metrů vodopád, který se spouští každých deset minut. Vodní park má také dva obchody se suvenýry, tři restaurace a dva stánky s občerstvením.

## Hlavní atrakce
Master Blaster jsou divoké jízdy na kruzích.
Ring Rides je tradiční sjezd z kopce na jedno-dvou místných.
Family ride (Rodinná jízda) je dvoudílná jízda. V první polovina jízdy je adrenalinová s přepětími, výbuchy a jízdami do kopce a sjezdy do bazénu. Druhá polovina je známá jako Rushdown rokle, což je 170 metrů klesající divoký úsek.
Jumeirah Sceirah je nejvyšší a nejrychlejší tobogán mimo Severní Ameriku. Je 33 metrů vysoký a s jezdci v něm dosahují rychlosti až 80 km/h.
FlowRider jízdy, Wipeout a Riptide jsou surfovací simulátory, ze kterých stříká více než sedm tun vody za sekundu v tenké vrstvě přes tvarované pěnové struktury imitující surfovací vlnu. Tato atrakce vytváří realistický efekt surfování.
Breakers Bay je bazén s největšími umělými vlnami na Blízkém východě.
Juha's Journey (cesta) je 360 metrů dlouhá řeka, která umožňuje hostům se uvolnit a pomalu plavat kolem parku.
Juha's Dhow a lagoon je hřiště pro děti, které má více než 100 vodních her a jízd.